# Aurel Vernescu
Aurel Vernescu (n. 23 ianuarie 1939, București, România – d. 1 decembrie 2008, București, România) a fost un caiacist român, dublu laureat cu bronz la Tokyo 1964 și cu argint la München 1972. A fost de trei ori portdrapelul României la Jocurile Olimpice.

## Carieră
Potrivit surselor, s-a născut în București sau în Săliște, județul Sibiu. Tatăl său era inginer și coproprietar al unei fabrici de sticlă. După ce a practicat schi și atletism, s-a apucat de kaiac la vârsta de 13 ani la „Tânărul Dinamovist”. La doar 15 ani, a devenit campion național în proba de K-1.500 m.
Era supranumit „Amiralul Flotilei de Aur a României” datorită forței și perseverenței. Conform relatărilor din presa vremii, numai ghinionul l-a împiedicat să adauge la palmaresul său medalia de aur (de două ori), la Olimpiade, o dată rupând padela în „start”, a doua oară intrând în balize în timp ce-l „supraveghea” pe danezul Hansen.
În 1972 a pus punct carierei competiționale și a devenit antrenor. În 2000, pentru performanțele obținute de elevii săi la Jocurile Olimpice de la Sydney, a primit Crucea națională „Serviciul credincios” clasa a III-a. A murit în 2008 dintr-un atac cerebral.

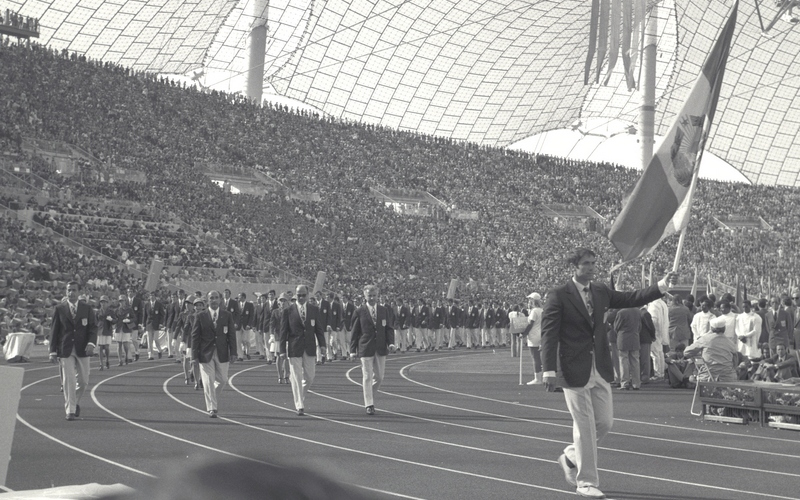
La Jocurile Olimpice din 1972

## Distincții
- Ordinul Muncii clasa a III-a (15 februarie 1963) „pentru victoriile obținute în anul 1962 pe plan internațional în întrecerile de rugbi și sporturi nautice”[5]
- Ordinul „Meritul Sportiv” clasa I (6 octombrie 1966) „pentru rezultate deosebite în activitatea sportivă și contribuția valoroasă la dezvoltarea culturii fizice și sportului în țara noastră”[6]
- Ordinul „Meritul Sportiv” clasa a III-a (15 aprilie 1981) „pentru rezultatele deosebite obținute la Jocurile olimpice de vară de la Moscova — 1980, precum și pentru contribuția adusă la dezvoltarea activității sportive și la creșterea prestigiului sportului românesc pe plan internațional”[7]

## Legături externe
Materiale media legate de Aurel Vernescu la Wikimedia Commons
- Aurel Vernescu la Comitetul Olimpic și Sportiv Român (arhivat)
- en  Aurel Vernescu la Sports-Reference.com (arhivat la 1 aprilie 2020)
- en Aurel Vernescu la Olympedia.org